# 太平洋学園高等学校
太平洋学園高等学校（たいへいようがくえんこうとうがっこう）は、高知県高知市に所在する私立定時制・通信制高等学校。

## 概要
- 出願資格は高知県在住者に限られる。

## 沿革
- 1946年（昭和21年）
  - 2月 - 高知市中新町（現・桜井町）にて高知女子専門学校、開校。専修科（速成）の授業開始
  - 4月 - 高等学校（現・専門部）を募集
  - 12月 - 南海地震により1月より分散して授業を続ける
- 1947年（昭和22年）4月 - 分散していた教場を越前町にて統一し、高等科、本科生を募集して授業を実施
- 1948年（昭和23年）
  - 3月 - 高等学校に類する各種学校高知女子専門学園として県知事より認可
  - 11月 - 高知女子専門学園中村分校が設置認可される
- 1949年（昭和24年）
  - 3月 - 現在地に移転
  - 6月 - 個人立（創立者大塚三綱）から財団法人（高知女子専門学園協会）立に変更
- 1951年（昭和26年）3月 - 準学校法人認可。高岡郡越知町に分校設置。香美郡野市町に香南校設置
- 1964年（昭和39年）4月 - 高等科（中学卒）生徒のために小津高等学校通信制課程と連携
- 1965年（昭和40年）10月 - 高知女子高等学校（通信制家庭科）が認可され、学校教育法第一条の規定による学校法人認可
- 1966年（昭和41年）4月 - 高知女子高等学校開校
- 1967年（昭和42年）4月 - 越知校を佐川へ移転して佐川校とする
- 1976年（昭和51年）2月 - 専修学校制度の創設に伴い高知女子専門学園を高知女子専門学校と改称し、高等課程・専門課程・一般課程を設置
- 1977年（昭和52年）3月 - 香南校の廃止認可
- 1978年（昭和53年）3月 - 文化服装学院の連鎖校となる。佐川校休校
- 1980年（昭和55年）
  - 4月 - 創立者・大塚三綱逝去
  - 8月 - 佐川校を廃止
- 1983年（昭和58年）3月 - 創立者・竹崎静子逝去
- 1985年（昭和60年）10月 - 高等課程3年修了者に大学受験の資格が与えられるようになる
- 1989年（平成元年）4月 - 高等学校通信制が3年で卒業可能となる
- 1991年（平成3年）3月 - 法人名を学校法人高知女子専門学園協会から学校法人太平洋学園に変更
- 1993年（平成5年）4月 - 校名を太平洋学園高等学校・専門学校へ改称、商業科を新たに設置、男女共学化
- 2000年（平成12年）4月 - 高等学校を単位制とし、2学期制を採用する。
- 2001年（平成13年）3月 - 定時制高等学校併設、総合学科設置認可。専修学校高等課程を募集停止

## 設置課程・学科
定時制課程
- 総合学科・単位制
  - 普通系列（Ⅰ部・Ⅱ部）
  - 情報系列（Ⅰ部・Ⅱ部）
  - 家庭福祉系列（Ⅰ部・Ⅱ部）
  - 軽音系列（Ⅰ部・Ⅱ部）
  - 美容系列（Ⅰ部）

通信制課程
- 総合学科・単位制
  - 普通系列（水曜昼コース・水曜夜コース・土曜コース）
  - 情報系列（水曜昼コース・水曜夜コース・土曜コース）
  - 家庭福祉系列（水曜昼コース・水曜夜コース・土曜コース）

## 交通アクセス
- JR高知駅から徒歩2分。